# Asystor
Asystor – rodzaj mebla medycznego, będącego wyposażeniem najczęściej gabinetu dentysty (asystor stomatologiczny).
Ma postać mobilnej, łatwo przesuwanej szafki, dlatego jego stałą częścią są kółka umożliwiające jego ruchomość. Ponadto posiada łatwo zmywalny, umożliwiający łatwe utrzymanie czystości i aseptyki, blat oraz szuflady, które są podręcznym magazynkiem sprzętu medycznego.